# Буковлик
Буко́влик (болг. Буковлък) — село в Плевенській області Болгарії. Входить до складу общини Плевен.

## Населення
За даними перепису населення 2011 року у селі проживали 3620 осіб.
Національний склад населення села:
| Національність   | Кількість осіб | Відсоток |
| ---------------- | -------------- | -------- |
| цигани           | 2052           | 57,5%    |
| болгари          | 1465           | 41,0%    |
| турки            | 24             | 0,7%     |
| Всього відповіли | 3570           |          |

Розподіл населення за віком у 2011 році:
Динаміка населення: